# Pacific PR02
O PR02 é um modelo da Pacific Racing na temporada de 1995 da F1. Foi guiado por Bertrand Gachot, Andrea Montermini, Giovanni Lavaggi e Jean-Denis Délétraz. A equipe se fundiu à Lotus em 1995, devido à saída da equipe da F1. O carro tem o logotipo da montadora inglesa acima da asa dianteira.